# Kerivoula hardwickii
Kerivoula hardwickii — вид рукокрилих родини Лиликові (Vespertilionidae).

## Поширення
Країни поширення: Бруней-Даруссалам, Камбоджа, Китай, Індонезія (Ява, Калімантан, Малі Зондські острови, Сулавесі, Суматра), Лаос, Малайзія (Сабах, Саравак), М'янма, Філіппіни, Таїланд, В'єтнам. Був записаний від 60 до 2100 м над рівнем моря. Мало відомо про середовище проживання і екологію цього виду. У Китаї мешкає як у лісових так і в сільськогосподарських середовищах проживання. Знайдений спочиваючим у печерах і будівлях.

## Загрози та охорона
Здається, немає серйозних загроз для цього виду. Вид був записаний в природоохоронних територіях.